# Liste der Biografien/Haut
Liste der Biografien |
Portal Biografien |
Personensuche
# |
A |
B |
C |
D |
E |
F |
G |
H |
I |
J |
K |
L |
M |
N |
O |
P |
Q |
R |
S |
T |
U |
V |
W |
X |
Y |
Z |
?
 
Ha |
Hd |
He |
Hi |
Hj |
Hk |
Hl |
Hm |
Hn |
Ho |
Hr |
Hs |
Ht |
Hu |
Hv |
Hw |
Hy
 
Haa |
Hab |
Hac |
Had |
Hae–Haf |
Hag |
Hah |
Hai |
Haj |
Hak |
Hal |
Ham |
Han |
Hao |
Hap |
Haq |
Har |
Has |
Hat |
Hau |
Hav |
Haw |
Hax |
Hay |
Haz
 
Haua |
Haub |
Hauc |
Haud |
Haue |
Hauf |
Haug |
Hauk |
Haul |
Haum |
Haun |
Hauo |
Haup |
Haur |
Haus |
Haut |
Hauv |
Hauw |
Haux |
Hauy |
Hauz
Die Liste der Biografien führt alle Personen auf, die in der deutschsprachigen Wikipedia einen Artikel haben. Dieses ist eine Teilliste mit 59 Einträgen von Personen, deren Namen mit den Buchstaben „Haut“ beginnt.

## Haut
- Haut, August (1881–1958), deutscher Politiker (SPD), MdL

### Hauta
- Hautala, Heidi (* 1955), finnische Politikerin, Mitglied des Reichstags, MdEP
- Hautala, Kristina (* 1948), finnische Popsängerin
- Hautalahti, Unto (* 1936), finnischer Radsportler
- Hautamäki, Esko (* 1941), finnischer Radrennfahrer
- Hautamäki, Jussi (* 1979), finnischer Skispringer und Musiker
- Hautamäki, Matti (* 1981), finnischer SkispringerMatti Hautamäki (* 1981)

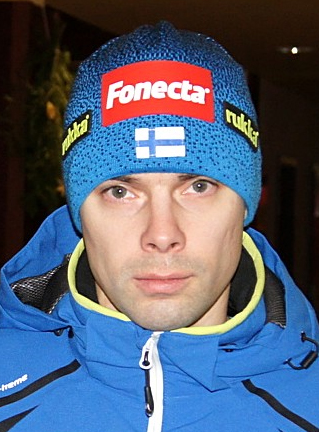
Matti Hautamäki (* 1981)

### Hautc
- Hautcharmoy, Heinrich Karl Ludwig Herault de (1689–1757), Hugenotte und preußischer Generalleutnant

### Haute
- Hauteclocque, Jean de (1893–1957), französischer Botschafter
- Hautecoeur, Louisette (1914–2004), französische Filmeditorin
- Hautefeuille, Jean de (1647–1724), französischer Ordensgeistlicher, Abt, Physiker und Erfinder
- Hautefeuille, Paul (1836–1902), französischer Mineraloge, Chemiker und Arzt
- Hautefort, Marie de (1616–1691), Vertraute des französischen Königs Ludwigs XIII.
- Hautemer, Guillaume de († 1613), französischer Adliger und Militär
- Hauter, Katharina (* 1983), deutsche Schauspielerin

### Hauth
- Hauth, Adolf (1899–1975), deutscher Kapitän und Kap Hoornier
- Hauth, Albert (1875–1929), deutscher Kaufmann, Farmer und Gelegenheitsdichter in Südwestafrika
- Hauth, Arthur (1876–1960), deutscher Weingroßhändler sowie Kunstsammler und Mäzen
- Hauth, Dora (1874–1957), Schweizer Malerin, Grafikerin und Lyrikerin
- Hauth, Emil van (1899–1974), deutscher Maler und Graphiker
- Hauth, Iris (* 1958), deutsche Psychiaterin und Psychotherapeutin
- Hauth, Thomas (* 1961), deutscher Übersetzer
- Hauthal, Horst (1913–2002), deutscher Botschafter
- Hauthal, Rudolph (1854–1928), deutscher Geologe
- Hauthal, Uta (* 1966), deutsche Lyrikerin und Schriftstellerin
- Hauthaler, Josef (1890–1937), österreichischer Politiker (CS/VF), Mitglied des Bundesrates
- Hauthaler, Willibald (1843–1922), österreichischer Benediktiner-Abt und Historiker

### Hautl
- Hautle, Gustav Adolf Albert (1870–1953), Schweizer Unternehmer und Jurist
- Hautle, Johann Nepomuk (1792–1860), Schweizer Politiker
- Hautle, Joseph Albert (1841–1912), Schweizer Politiker (Katholisch-Konservative)

### Hautm
- Hautmann, Hans (1943–2018), österreichischer Historiker
- Hautmann, Johann Nepomuk (1820–1903), deutscher Bildhauer
- Hautmann, Karl (1891–1981), deutscher Landrat und Präsident des Landesverwaltungsgerichts in Koblenz
- Hautmann, Marie (1888–1967), österreichische Politikerin (SPÖ), Abgeordnete zum Nationalrat
- Hautmann, Rudolf (1907–1970), österreichischer Widerstandskämpfer, Polizist und erster Polizeichef Wiens im Jahre 1945
- Hautmann, Rudolf (1935–2013), österreichischer Architekt
- Hautmann, Wilhelm (1918–2011), deutscher Verbandsgeschäftsführer, Autor juristischer Schriften und Richter am Bundesarbeitsgericht
- Hautmann-Kiss, Klara (1920–2000), österreichische Architektin, Bühnenbildnerin und Malerin

### Hautp
- Hautpoul, Jean-Joseph Ange d’ (1754–1807), französischer Divisionsgeneral

### Hauts
- Hautsch, Ernst (1883–1959), deutscher Klassischer Philologe und Gymnasiallehrer
- Hautsch, Hans (1595–1670), deutscher Zirkelschmied
- Hautscilt, Lubertus († 1417), flämischer Augustiner-Abt, Mathematiker, Astrologe und Mystiker

### Hautt
- Hautt, Alois (1806–1871), Schweizer Politiker (konservativ)
- Hautt, Christian Ludwig (1726–1806), deutscher Baumeister
- Hautt, Innocent Théodoric († 1736), Schweizer Buchdrucker
- Hauttekeete, Jente (* 2002), belgischer Leichtathlet
- Hauttmann, Johann Baptist (1756–1832), deutscher Porträtmaler und Zeichner
- Hauttmann, Ludwig Heinrich Matthias (1796–1861), deutscher Maler und Lithograph
- Hauttmann, Max (1888–1926), deutscher Kunsthistoriker
- Hauttmann, Minna (1840–1887), deutsche Malerin

### Hautv
- Hautval, Adélaïde (1906–1988), französische Häftlingsärztin im KZ Auschwitz
- Hautvast, Willy (1932–2020), niederländischer Komponist und Musiker

### Hautz
- Hautz, Pauline (1880–1934), österreichische Politikerin (SDAP), Landtagsabgeordnete
- Hautzig, Esther (1930–2009), US-amerikanische Schriftstellerin
- Hautzinger, Daniel (* 1998), österreichischer Fußballspieler
- Hautzinger, Franz (* 1963), österreichischer Musiker (Trompete, Komposition)
- Hautzinger, Johann (1909–1973), österreichischer Politiker (ÖVP), Landtagspräsident im Burgenland, Mitglied des Bundesrates
- Hautzinger, Martin (* 1950), deutscher Psychologe und Hochschullehrer
- Hautzinger, Sándor (1885–1973), ungarischer Ruderer